# エクセター点
幾何学において、エクセター点（エクセターてん、英: Exeter point）は三角形の中心の一つである。重心の擬調和三角形と外接三角形の配景の中心として定義される。クラーク・キンバーリングの「Encyclopedia of Triangle Centers」では、X(22)として登録されている。
1986年にフィリップス・エクセター・アカデミーによって発見された。

## 定義
エクセター点の定義は以下の通りである。

△ABC（黒）、△ABCの中線（黒い破線)、外接円（水）、重心の擬調和三角形A'B'C'（緑）、接線三角形DEF（桃）。△DEFと△A'B'C'の対応する点を結ぶ線（赤）は、エクセター点で交わる。

△ABCの、それぞれA, B, Cを通る中線と△ABCの外接円の頂点でない方の交点をA', B', C'とする。また△DEFを△ABC の外接円のA, B, Cを通る接線が成す三角形とする（Dは、Aの接線で構成される辺の対頂点、E,FもB,Cに対して同様に定義する）。このときDA', EB', FC'は共点でこの点を△ABCのエクセター点と言う。

## 三線座標
エクセター点の三線座標は以下の式で表される。{\displaystyle a(b^{4}+c^{4}-a^{4}):b(c^{4}+a^{4}-b^{4}):c(a^{4}+b^{4}-c^{4})}

## 性質
- エクセター点は オイラー線上にある。したがってエクセター点は垂心、九点円の中心、重心、外心、ド・ロンシャン点などと共線である。
- 接触三角形に関する点Pの擬調和三角形と基準三角形は配景である[6]。Pが重心であるとき、配景の中心はエクセター点である。